# シティ・パレス (ジャイプル)

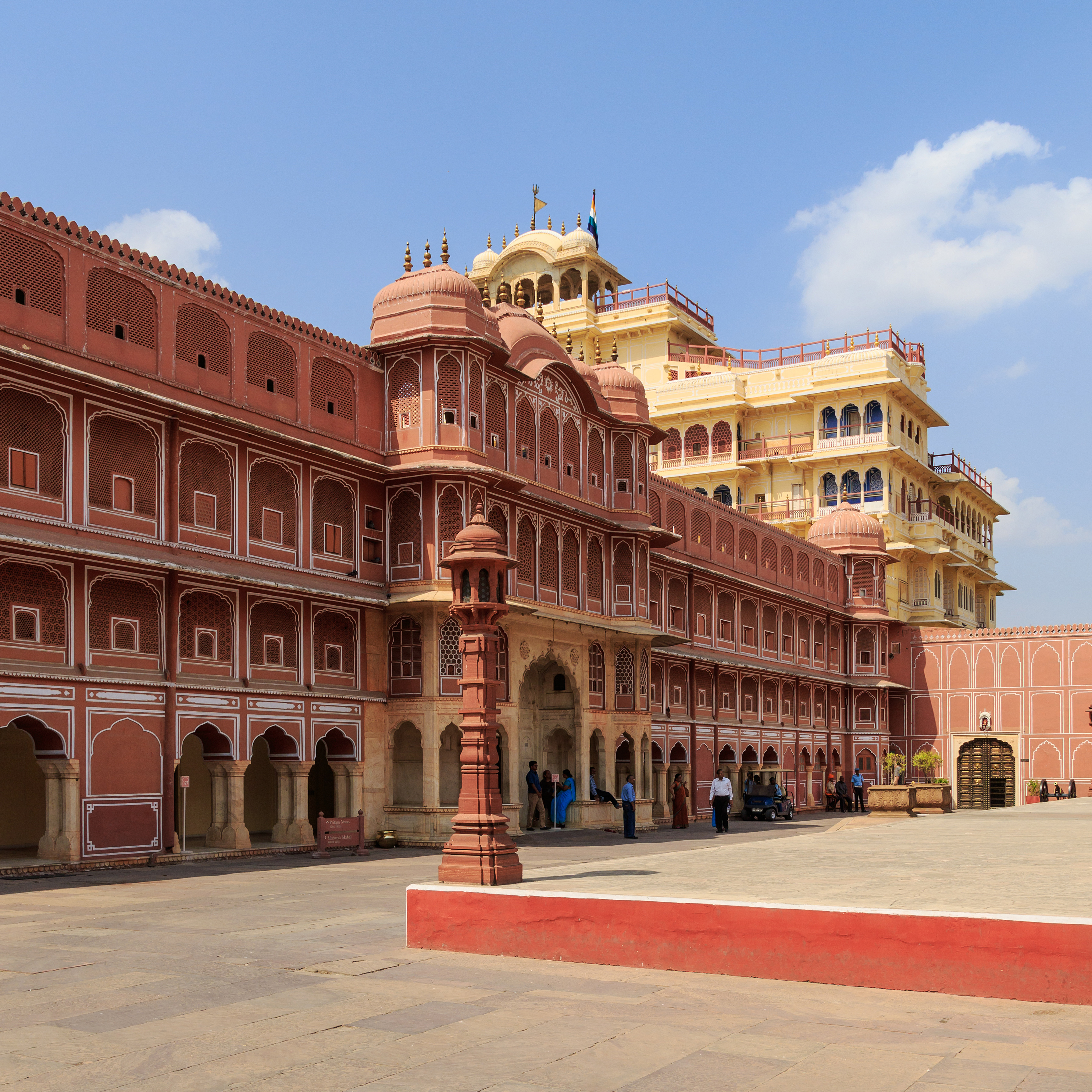
バードラ・チョークから見たチャンドラ・マハル（月の宮殿）

シティ・パレスは、インドのラージャスターン州の首都ジャイプルにある旧藩王の宮殿。現在も一部が王族の住居となっているが、多くの建物が博物館として公開されている。ラージャスターンとムガールの二つの様式が融合した建築として有名である。

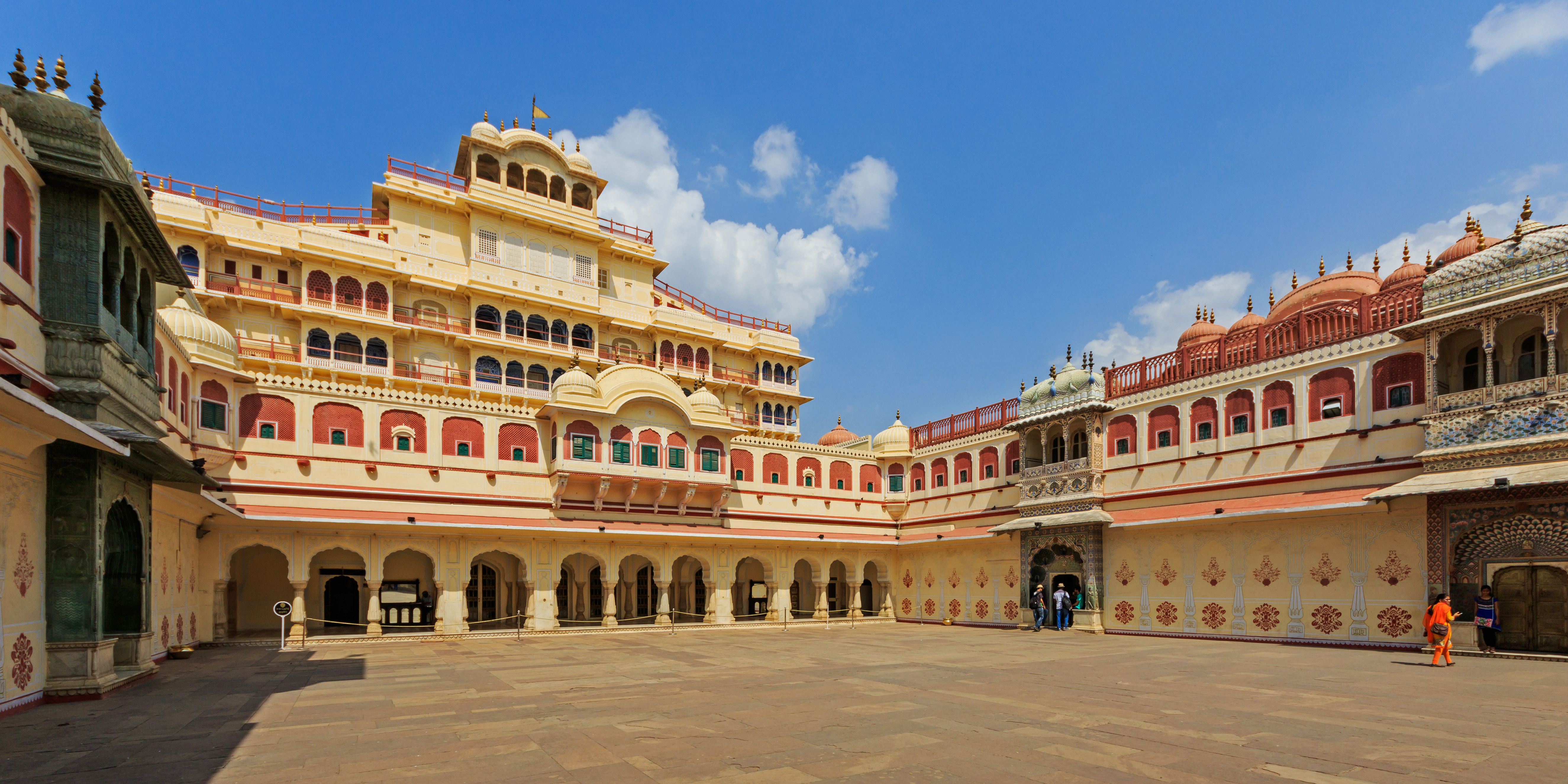
正面から見たチャンドラ・マハル

## 概要
シティ・パレスはカチワーハー家の当主サワーイー・ジャイ・シング2世によってジャイプルの市街地とともに建設され、1727年にアンベール城から遷都した。それ以来200年以上の間　ジャイプル藩王の住居として、またジャイプル王国の政治の中心として機能した。1947年のインド独立の2年後の1949年にジャイプル藩王はインドへの編入を受け入れ、その領地は隣接する地域とともにラージャスターン州の一部となった。現在かつての王宮は旧藩主の住居と個人所有の博物館と観光地になっている。
藩王の王宮は現在シティ・パレスとして公開されている領域のみならず、東側のハワー・マハルや天文台のジャンタル・マンタルやトリポリ門を含む広大なエリアであったが、この項では現在のシティ・パレスについて解説する。このエリアは白装束で頭に赤いターバンを巻いた衛兵が多数常駐し警備している。
なお　かつての王宮内にあったハワー・マハルとジャンタル・マンタルは、現在3箇所とも個別の施設として運営されており、見学時には各々の入場券を購入する必要がある。

## シティ・パレスを構成する建物
ジャイプルの王族の住居である宮殿のほかに、ジャイプル国の政治の中心地として機能していた建物が数多くある。宮殿エリアには中庭のピタム・ニワス・チョウクを挟んで主殿のチャンドラ・マハルと、かつてハレムとして使われていたアナンド・マハルがある。宮廷エリアの外側に貴賓謁見の間だったディワニ・カース、一般謁見の間だったディワニ・アーム、迎賓館として建設されたムバラク・マハルがある。

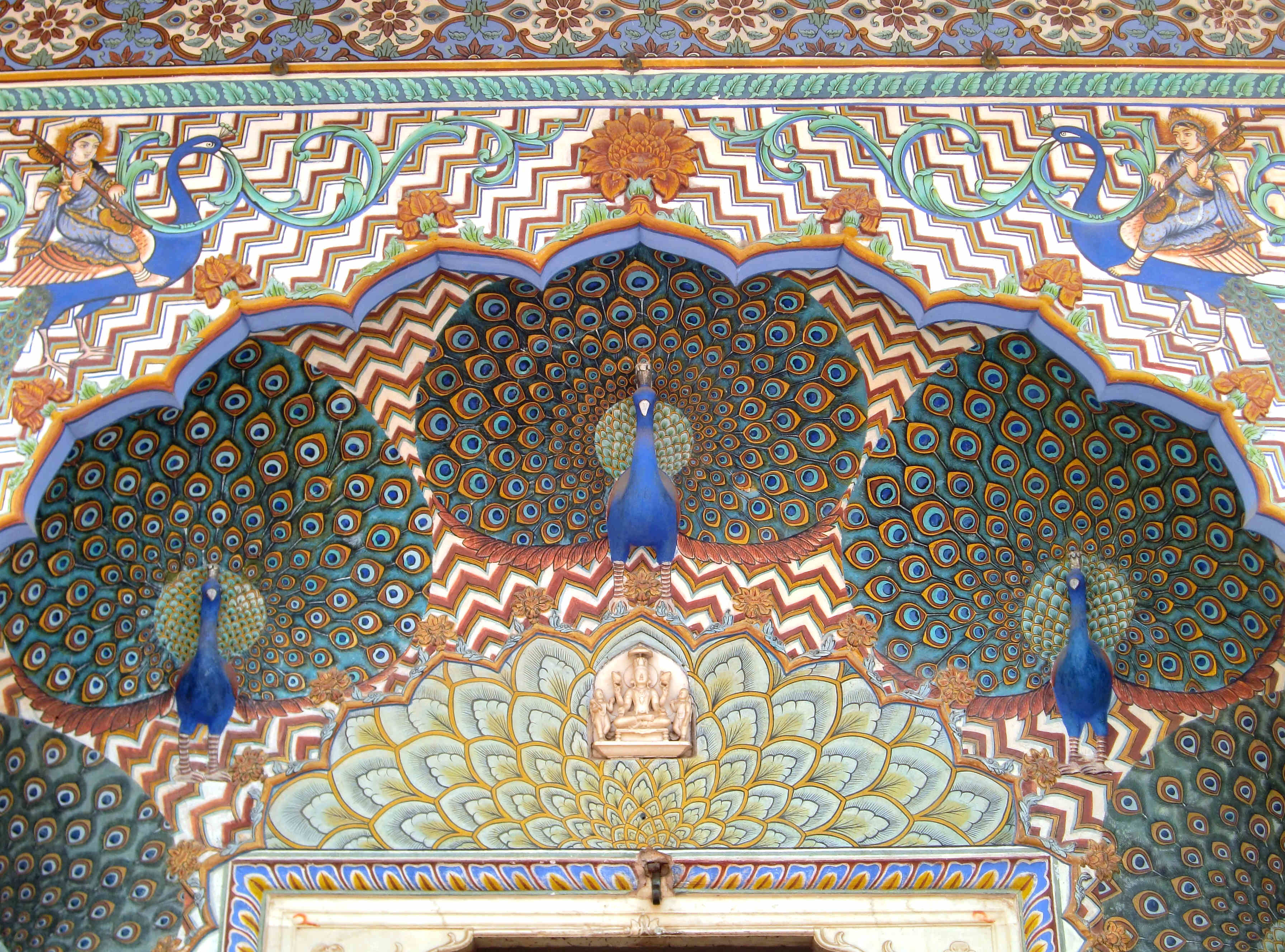
ピタム・ニワス・チョウクにあるクジャクの扉の上部の装飾

### 宮殿エリアの建物
チャンドラ・マハルは1727年から1734年にかけて建設された白く輝く7階建ての宮殿で、その名の意味は「月の宮殿」。現在も大部分が旧藩王の家族の住居となっており立ち入り禁止であるが、１階には小さなギャラリーがあって公開されている。
ピタム・ニワス・チョウクはチャンドラ・マハルの正面にある小さな中庭。中庭を囲む回廊には「クジャクの扉」をはじめとする4つの美しい装飾の扉がある。アナンド・マハルは現在武器が多数陳列された博物館となっている。

### 宮殿エリア外の建物
ムバラク・マハルは19世紀末にイギリスの建築家の設計によって建てられた迎賓館であるが、現在は代々の王族が使用した豪華な衣装をはじめとする布地・衣装博物館となっている。ディワニ・カースは豪華な吹き抜けの建物で、かつて貴賓謁見の間として使われた。ここには1902年に作られたほぼ等身大の銀製の壺が置かれている。これは当時の藩王がイギリス訪問に際して作らせたもので、壺にガンジス川の水を満たし旅行中も日々沐浴したとされ、ギネスブックに「世界で一番大きな銀製品」として登録されている。ディワニ・アームは一般謁見の間として建設され、現在は美術ギャラリーとして使われている。

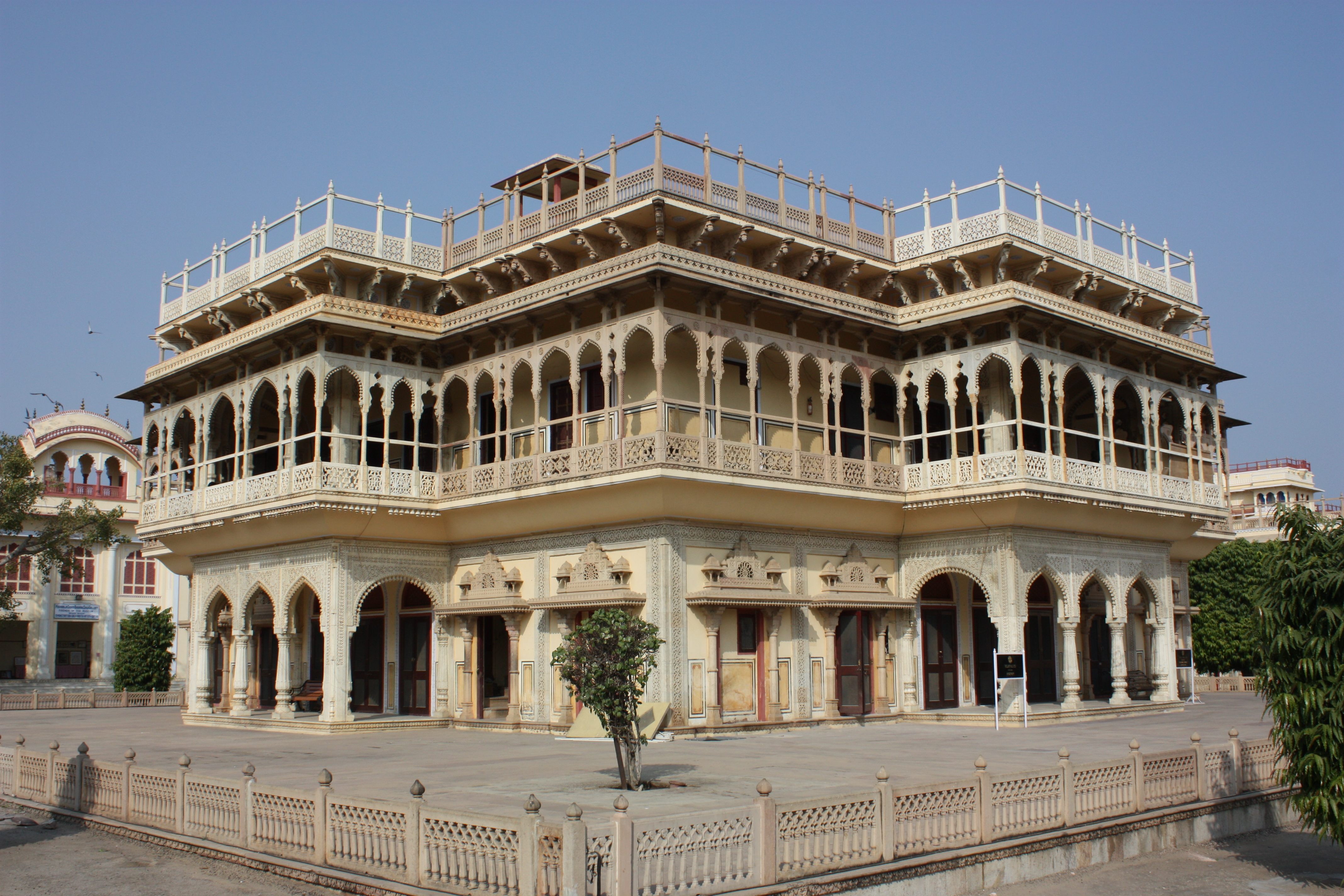
ムバラク・マハルの外観
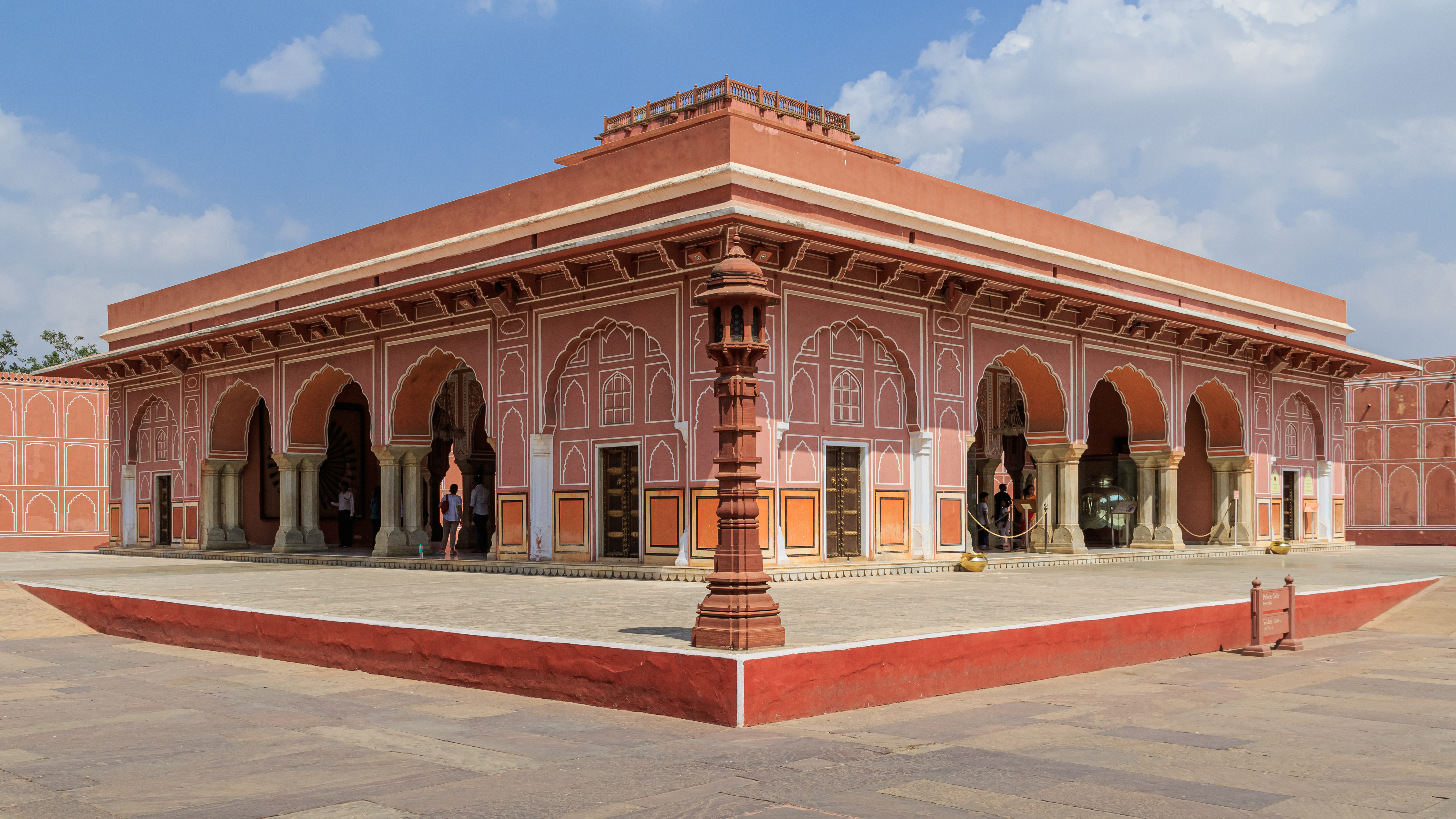
ディワニ・カースの外観
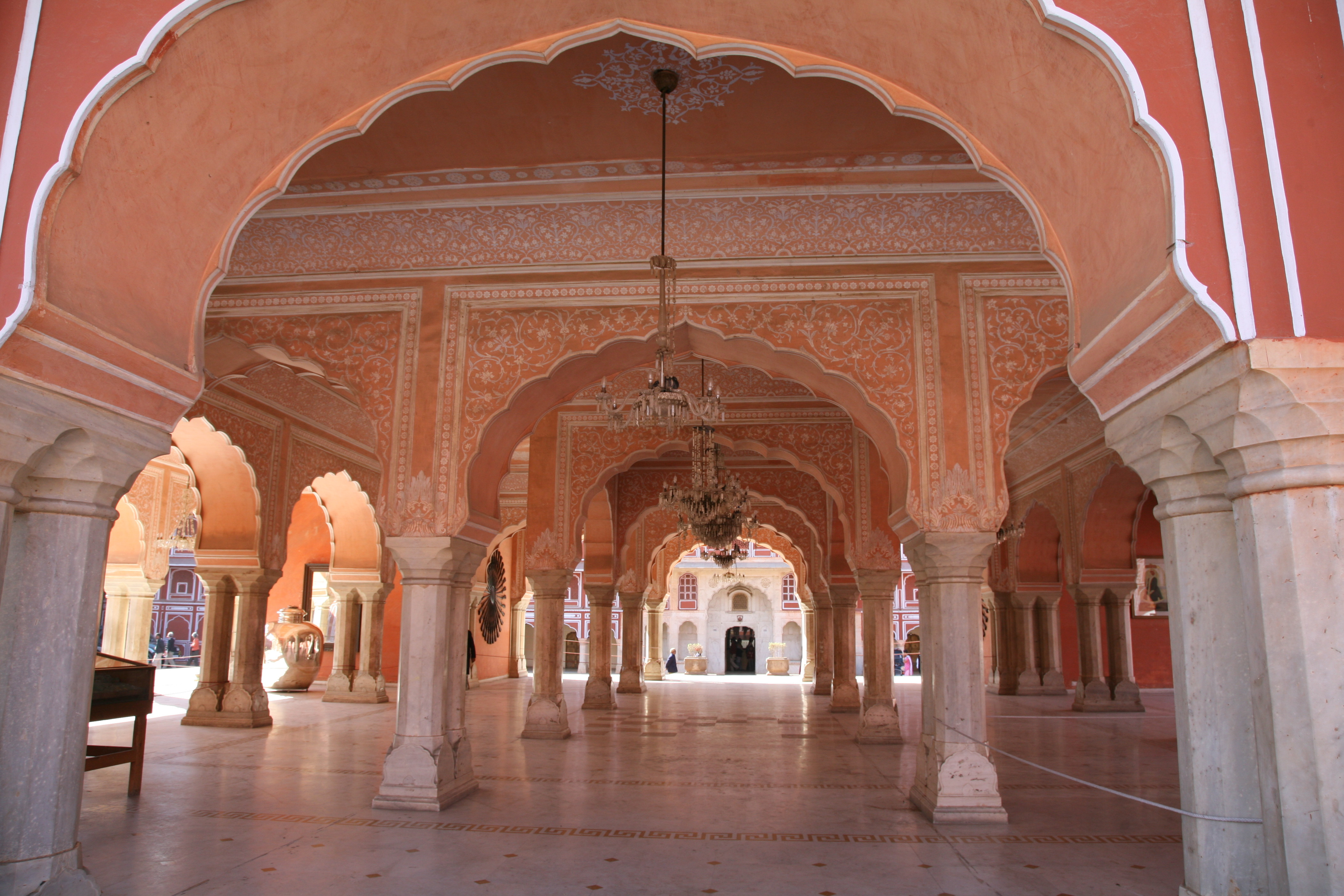
ディワニ・カースの内部
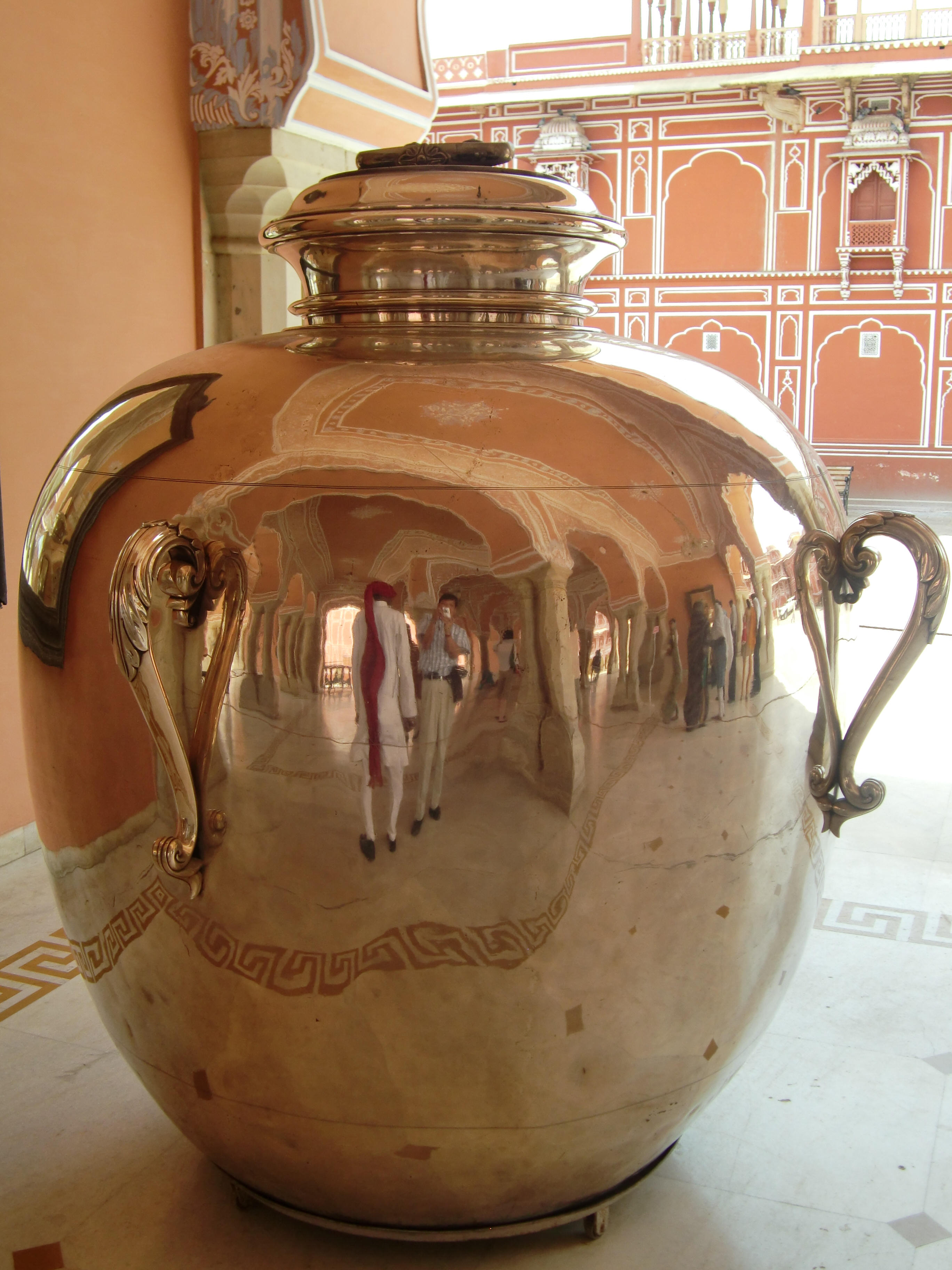
ディワニ・カースにある銀の壺、表面に白装束に赤いターバンの衛兵の姿が映っている
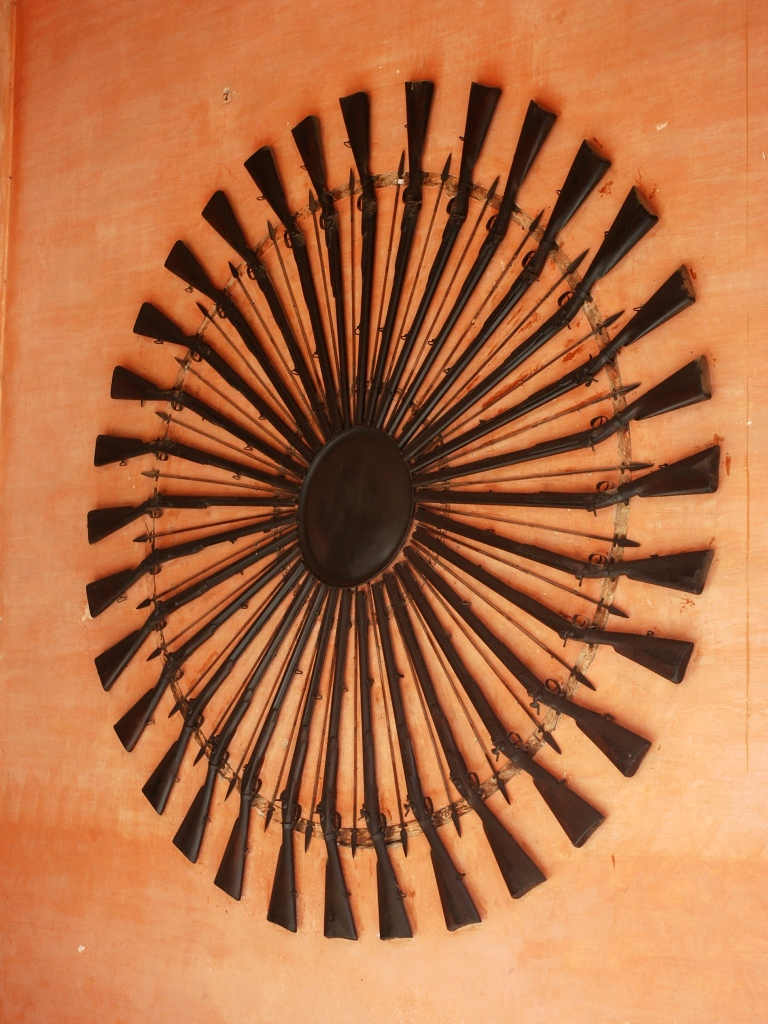
壁に飾られている銃、円形に美しく並べられている